# Сілагадзе Джемал Георгійович
Джемал Георгійович Сілагадзе (рос. Джемал Георгиевич Силагадзе; * 23 квітня 1948, Сочі — † 13 травня 1991, Псков) — радянський футболіст і тренер. Нападник, відомий виступами за «Спартак» (Москва), у складі якого виграв чемпіонат СРСР 1969 і Кубок СРСР 1971 року. Майстер спорту СРСР (1969).

## Життєпис
Вихованець ДЮСШ м. Сочі. Виступав за «Будівельник» (Сочі). Протягом 1965—1967 років грав за «Спартак» (Кострома) у класі «Б». У 1966—1967 роках нападника запрошували до збірної РРФСР.
Із сезону 1968 виступав за столичний «Спартак». Чемпіон Радянського Союзу 1969, віце-чемпіон 1968, бронзовий призер 1970 року. Володар Кубка СРСР 1971. У сезоні 1971 р., забивши 5 м'ячів у чемпіонаті, поділив звання найкращого бомбардира команди з Миколою Кисельовим і Олександром Піскарьовим.
Сезон 1972 провів у першоліговому «Торпедо» (Кутаїсі), сезон 1973 — знов у «Спартаку» (Москва). У 1974 році грав за «Спартак» (Кострома), де він колись починав кар'єру. Із сезону 1975 став гравцем команди «Іскра» (Смоленськ), яка була серед лідерів своєї зони 2-ї ліги та боролася за вихід до першої ліги. У 1979 році разом із командою виграв змагання у своїй зоні, здобувши перепустку до першої ліги.
Після 1981 року перейшов на тренерську роботу, працював тренером смоленської «Іскри» до 1985 року. Закінчив Вищу школу тренерів. У сезонах 1986 і 1987 рр. — головний тренер «Металурга» (Липецьк). У чемпіонаті 1986 липецькі футболісти посіли перше місце у своїй зоні, але в турнірі за місце в першій лізі серед 3 команд фінішували 2-ми. Першим став «Геолог» (Тюмень). У першостях 1988 і 1989 тренував, відповідно друголігові клуби «Балтика» (Калінінград) і «Світлотехніка» (Саранськ).
У сезоні 1990 р. був тренером «Іскри» (Смоленськ), у 1991 році — головним тренером. Загинув в автокатастрофі в травні 1991 року — команда поверталася з гостьової гри проти «Спартака» (Петрозаводськ), наставник сидів на передньому сидінні автобуса, який зіштовхнувся з «КамАЗом».